# 张鹏翔 (1939年)
张鹏翔（1939年3月—），山西盂县人，中华人民共和国外交官，曾任中华人民共和国驻巴布亚新几内亚独立国特命全权大使。

## 生平
1964年，毕业于北京外国语学院英语系。1967年，进入中华人民共和国外交部工作。1996年9月，出任中华人民共和国驻巴布亚新几内亚大使。1999年10月，自驻巴布亚新几内亚大使离任。